# Ansulfo
Ansulfo (fl. VIII secolo) è stato un duca longobardo, duca di Asti nella prima metà dell'VIII secolo.
Figlio di Teodone e di Imberga (e quindi nipote di re Liutprando), successe al padre quando era ancora adolescente ma, narra il Grassi, ancora giovinetto venne ucciso da un dardo durante una battuta di caccia lanciato da un suo amico Artuolfo poi ucciso da un commilitone longobardo. Per questo motivo la reggenza del ducato passò alla madre per molti anni.